# سامغان
سامغان (بالفارسية: سامقان)  هي قرية في منطقة دهستان مزول والتي تقع في المنطقة الوسطى من مقاطعة نيسابور، خراسان رضوي
، إيران. في تعداد عام 2006، كان عدد سكانها 128، في 33 عائلة.